# Вальс си минор, соч. 69 № 2
Вальс си минор, соч. 69 № 2 — вальс Фредерика Шопена для сольного фортепиано, написанный в 1829 году. Опубликован посмертно в 1852 году. Основная тема находится в ключе си минор и исполняется в темпе модерато.
Два вальса, входящих в состав опуса 69, были опубликованы уже после смерти Шопена. Первый из них, написанный в тональности ля-бемоль мажор (также известный как «Прощальный вальс»), существует в трёх версиях, датированных 1835, 1837 и 1842 годами. Второй вальс написан в си миноре. Известно, что он был написан и опубликован ранее первого. Шопен создал произведение в 1829 году, а впервые опубликовано оно было в 1852 году в Польше. В 1855 году оба вальса были объединены в одной публикации, вышедшей в Берлине и Париже. В немецком издании они были объединены как «Опус 69», а в французском остались без номера. Редактором публикаций 1855 года стал близкий друг Шопена Юлиан Фонтана. Чаще всего концертные исполнения вальса основываются именно на редакции Фонтаны, хотя польский исследователь творчества Шопена, автор и композитор Ян Экир полагает, что в этой версии были внесены несколько изменений по сравнению с оригиналом.
За более чем сто лет с момента первого издания вальсы неоднократно переиздавались. К примеру, в 1879 году в Лейпциге вышло издание под редакцией одного из учеников Шопена Кароля Микули, а в 1949 году — издание Института Фридерика Шопена, редактором которого стал Игнаций Ян Падеревский.